# 新社区

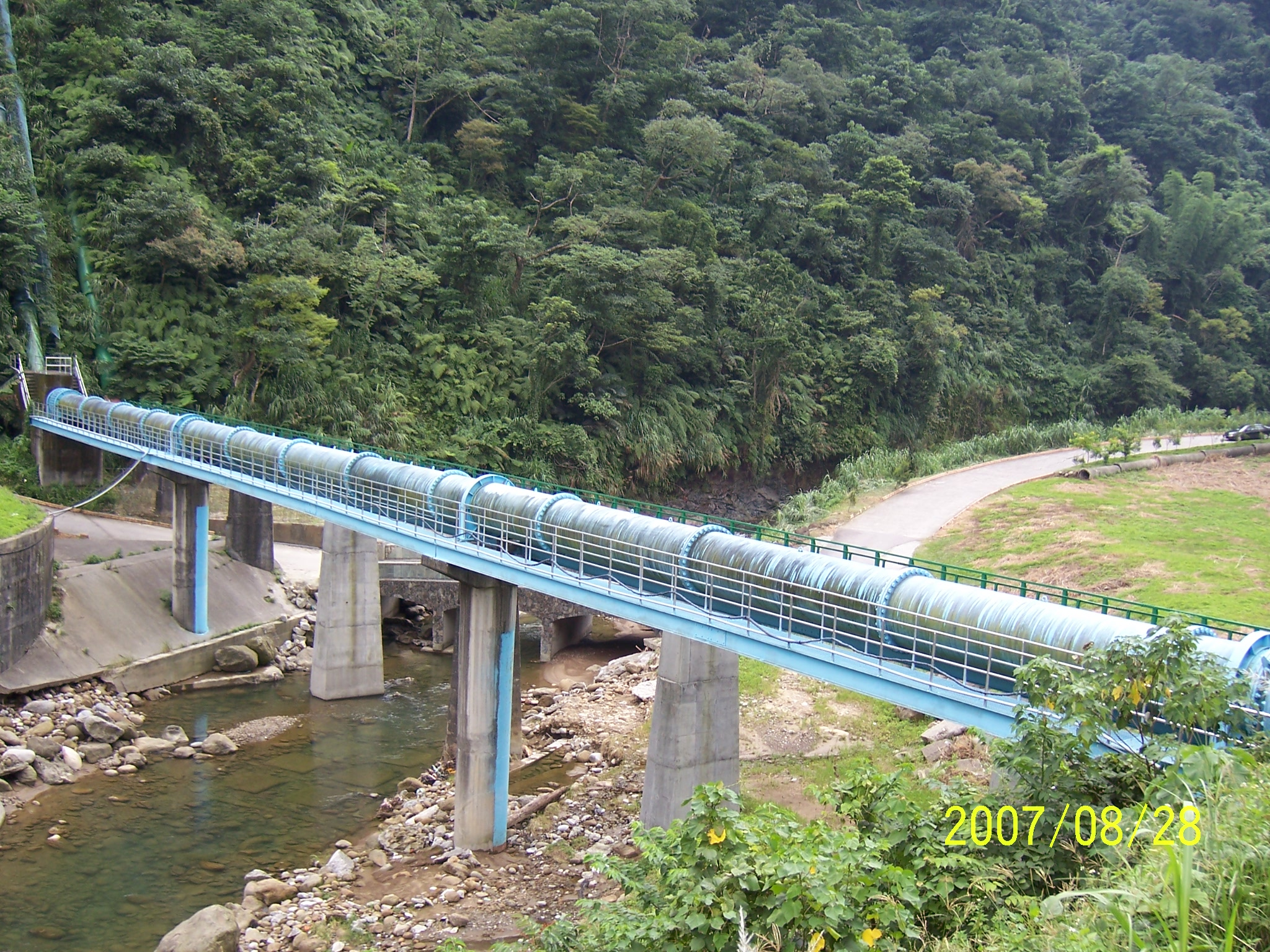
抽藤坑を跨ぐ白冷圳のサイフォン管

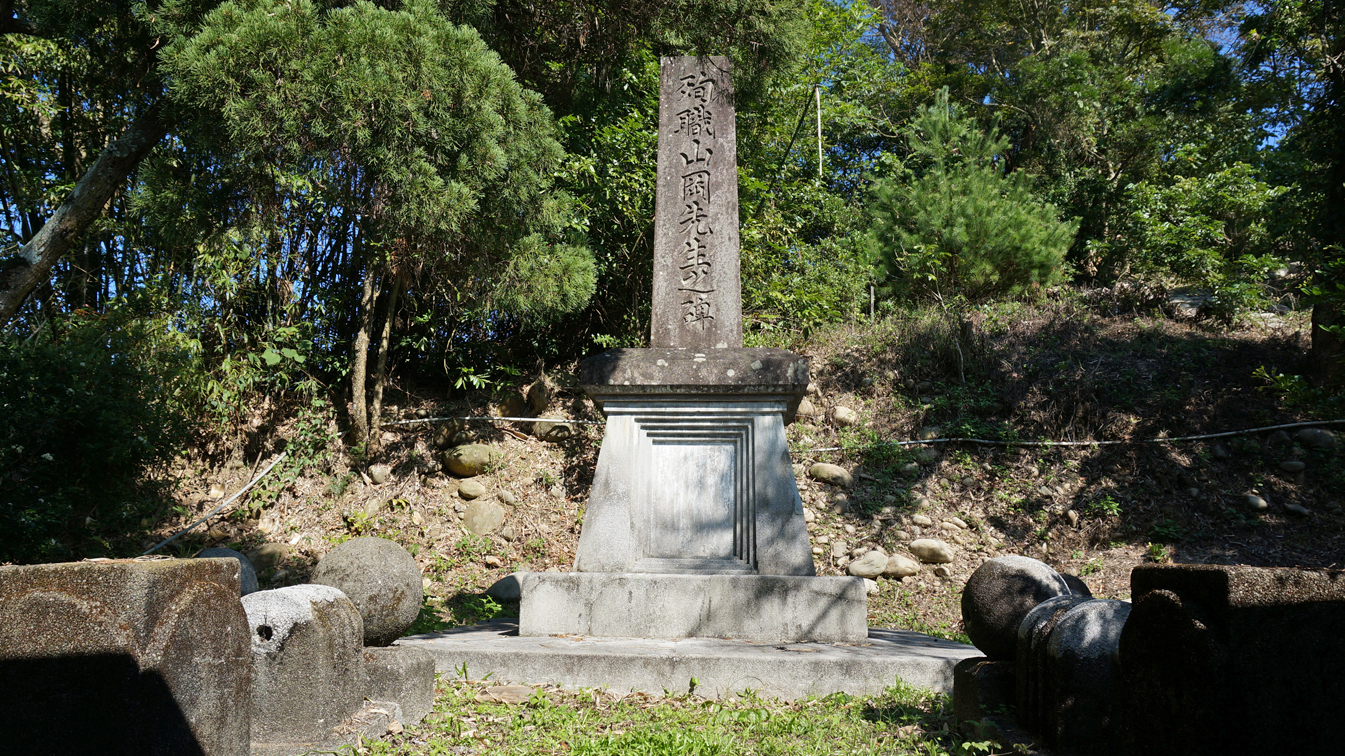
殉職山岡先生之碑

新社区（シンシェー/しんしゃ-く）は、台中市の市轄区。

## 地理
新社区は台中市中部のやや山よりの地区に位置しており、台中市総面積の3.36%を占めて市内第5位の面積を有す。区内の地形は南北に伸びており、地勢は大甲渓の水流に従い東南から北西に掛けて下り傾斜を形成している。東は大甲渓を隔てて東勢区及び和平区と、南西は太平区及び南投県国姓郷と、西は北屯区と、北は石岡区及び豊原区と接している。区内の東南部である協成、福興、中和地区は海抜500 - 1,000mの山岳地帯となっており、西部の崑山、水井地区は海抜520～620mの丘陵地帯となっている。年間平均気温は23℃であり、冬は温暖で、夏は寒冷な気候は野菜や果物の栽培に適している。

## 歴史
新社は漢人による入植が開始される以前は平埔族の活動地域であり、拍宰海平埔族の支族である「樸仔籬」の居住地であった。1833年（道光13年）、広東より大墩、三櫃城、大坑（全て現在の北屯区内）を経由して新社へと入植が開始された。嘉慶年間に漢人が新社地区の原住民居住地に進出し交易を始めた際に、原住民集落を「新番社」と称し、それが「新社」と省略され現在の地名が誕生た。
道光末年、彰化地区には戴万生等が太平天国に乗じて反乱を起こし、台湾全島に混乱が起こった際、沿海部の住民が山間部に避難し、その過程の中で新社での農地開発が促進され、現在の祖形が完成した。反乱平定後、彰化県はこの地に派兵を行い東勢角、石岡及び新社の3区が設置された。これが行政区分としての新社地区の始まりである。
日本統治時代には東勢角に支署が設けられ、新社は「新社街庄」となった。台湾の中華民国への編入後は台中県新社郷となった。2010年12月25日の台中県市合併・直轄市昇格に伴って新社区となり、現在に至る。現在でも広東系住民が多い地区となっており、台中市でも客家集落が多い地方として知られている。

## 行政区
| 里 |
| --- |
| 大南里、東興里、慶西里、月湖里、協成里、中正里、崑山里、中和里、復盛里、中興里、新社里、永源里、福興里 |

## 歴代区長
| 代 | 氏名 | 任期 |
| -- | ---- | ---- |

## 教育

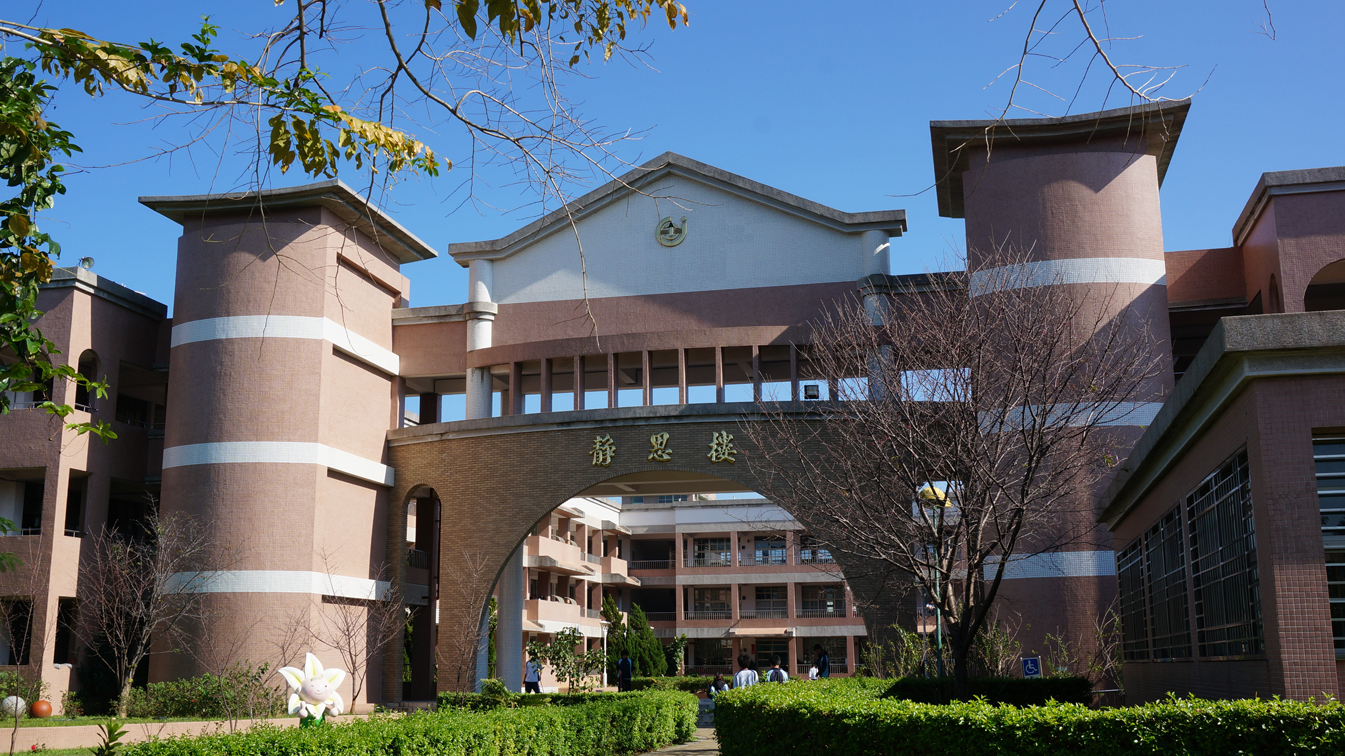
台中市立新社高級中学静思楼

### 高級中学
- 台中市立新社高級中学（中国語版）

### 国民中学
- 台中市立新社高級中学附設国民中学

### 国民小学
- 台中市新社区新社国民小学
- 台中市新社区崑山国民小学
- 台中市新社区大林国民小学
- 台中市新社区福民国民小学
- 台中市新社区大南国民小学
- 台中市新社区中和国民小学
- 台中市新社区東興国民小学
- 台中市新社区協成国民小学

## 交通
| 種別 | 路線名称 | その他 |
| ---- | -------- | ------ |
| 省道 | 台21線   |        |

## 観光

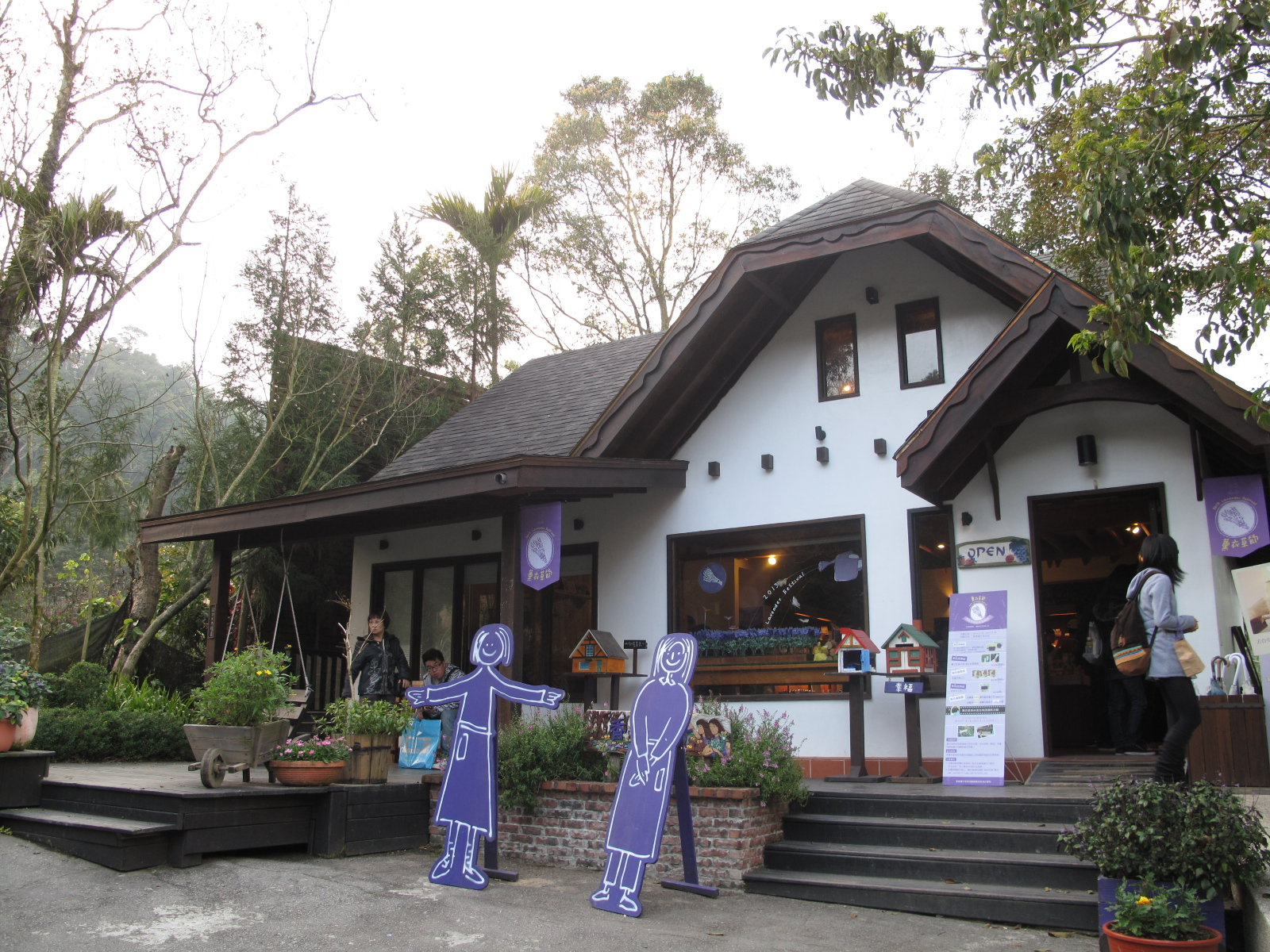
ラベンダー森林花園農場新社店

- 殉職山岡先生之碑
- 白冷圳（中国語版）
- 新社花海（中国語版）
- ラベンダー森林（中国語版）
- 七分窯
- 新社聖普宮
- 種苗改良繁殖場（中国語版）
- 頭嵙山（中国語版）